# Tamenus ferox
Tamenus ferox är en spindeldjursart som först beskrevs av Albert Tullgren 1907.  Tamenus ferox ingår i släktet Tamenus och familjen Atemnidae. Inga underarter finns listade i Catalogue of Life.